# Кабака Екка
Кабака Екка (англ. Kabaka Yekka (KY)) — политическое объединение консервативных сил Буганды, королевства в Уганде, созданное в 1961 году.
Кабака Екка на языке луганда дословно означает «только король». .
Как монархическая партия оформилась после провозглашения независимости Уганды в 1962 году. Лидером партии был кабака Мутеса II.
Целями Кабака Екка было сохранение в Буганде монархического строя и традиционных институтов. Среди организаторов KY — вожди, бугандийская аристократия, крупные чиновники. Социальный состав был неоднороден: помимо земельной аристократии в партию входили предприниматели, торговцы, интеллигенты и состоятельные крестьяне.
До обретения независимости аристократия могущественного королевства Буганда хотела сохранить как можно больше прав за своей территорией, вплоть до независимости королевства. Накануне независимости KY требовала предоставления Буганде федерального статуса и сохранения за верхушкой основных привилегий.
В 1961 году в Буганде сторонники короля призвали бойкотировать выборы в Национальное собрание, поскольку их попытки обеспечить будущую автономию провалились. В результате победу на выборах одержала Демократическая партия Уганды. Потрясенные результатами выборов сепаратисты баганда, составлявшие политическую партию под названием «Кабака Екка», вскоре пожалели о своем бойкоте. Они поддержали предложенную британцами схему создания федеративного государства, в соответствии с которой Буганда должна была пользоваться определенной внутренней автономией, если будет участвовать в национальном правительстве.
В феврале 1962 года Кабака Екка заключила соглашение с Народным конгрессом Уганды о сформировании коалиционного правительства в случае победы на выборах в Национальное собрание.
В апреле 1962 года были проведены национальные выборы, на которых многие голосовали за партию своего короля, что дало ей возможность получить равное количество мест в ассамблее с Демократическая партия Уганды (по 22). Победителем на выборах, стала партия «Народный конгресс Уганды». В ассамблее была сформирована коалиция в составе «Народного конгресса Уганды» и «Кабака Екка».
В 1962—1964 годах KY принимала участие в деятельности правящей коалиции независимой Уганды. В августе 1964 г. коалиция распалась и Кабака Екка перешла в оппозицию.
Ряд лидеров Кабака Екка принимал участие в антиправительственных выступлениях в 1965—1966 годах. В 1969 партия Кабака Екка была запрещена.
В 1980 году была создана Консервативная партия Уганды, которая считается де-факто преемником Кабака Екка.